# بل و سباستین
بل و سباستین یک انیمهٔ ۵۲ قسمتیِ ساخت ژاپن می‌باشد که در سال‌های ۱۹۸۱ و ۱۹۸۲ تولید گردید. این کارتون از سوی کمپانی ام‌کی بر پایهٔ کتابی با همین نام نوشتهٔ سسیل اوبری (به فرانسوی: Cécile Aubry) تولید و توسط کانال ژاپنی ان‌اچ‌کی پخش شد. بل و سباستین در کشورهایی مانند فرانسه، ژاپن، ایتالیا، آمریکا و انگلستان و همچنین ایران به‌روی آنتن رفت.
این مجموعه، داستان‌های پسرکی به نام سباستین و یک سگ از نژاد سگ کوهستانی پیرنه به نام بل را به تصویر می‌کشد. 
۱۶ سال پیش از ساخت این انیمه از سوی ژاپنی‌ها، فرانسوی‌ها مجموعهٔ تلویزیونی ۱۳ قسمتی سیاه و سفیدی از روی این کتاب ساخته بودند.

## داستان
در روستایی کوچک کوهستانی در حوالی پیرنه فرانسه، پسربچهٔ بازیگوشی به نام سباستین از زمان بچگی، در خانهٔ پیرمردی به نام سیسیل (پدربزرگ) و خواهرخوانده‌اش به نام آنجلینا بزرگ شده و زندگی می‌کند. سباستین هیچ وقت مادرش را ندیده است؛ مادر او یک زن کولی به نام ایزابل بود که بعد از تولد او را به سیسیل سپرده و از آنجا برای پیوستن به گروه نمایش کارلوس، رفته بود. سباستین به خاطر این که مادر ندارد، همواره از طرف بچه‌های دیگر مورد تحقیر قرار می‌گیرد. بنابراین تنها دوستان او، سگ جیبی کوچولویش به نام پوسی (با نام واقعی پوچی) و سگ بزرگ‌ سفیدی می‌شود که به‌طور اتفاقی در حالی که در حال تعقیب توسط مأموران پلیس است، آشنا می‌شود و نام او را بل می‌گذارد. مردم به دلیل جثه‌ی بسیار بزرگ بل، فکر می‌کنند که او، سگی بسیار وحشی و خطرناک است، اما در واقع سگ مهربانی است و البته فقط سباستین این را می‌داند. سباستین به خاطر این سگ که مورد حمایت خانواده‌اش نیز نمی‌باشد، مجبور به ترک آن‌ها می‌شود و به همراه سگ کوچولویش به نام پوسی که همواره در کنار بل و سباستین پرسه می‌زند، سفر پر ماجرایی را در جستجوی مادرش آغاز می‌کند. آن‌ها در اطراف اروپا، بارها گیر می‌افتند و با شخصیت‌های مختلف آشنا می‌شوند؛ برخورد با دو قاچاقچی به نام‌های مندوزا و موناس، برخورد با گروهبان گارسیا و سرجوخه مارتین، ملاقات با دختری مهربان به نام لِنا و... در انتها سباستین به کمک بل، مادرش را می‌یابد و به همه ثابت می‌کند که بل سگ خطرناکی نیست.

## صداپیشگان
دوبلهٔ بل و سباستین در دهه ۱۳۶۰ به سرپرستی صادق ماهرو انجام شد. وی از صداپیشگان زیر برای ارائه این اثر به زبان پارسی بهره برد.
| نقش                            | دوبلور                  |
| گوینده تیتراژ                  | صادق ماهرو              |
| راوی                           | مینو غزنوی صادق ماهرو   |
| سباستین                        | ناهید امیریان           |
| پدربزرگ                        | جواد پزشکیان            |
| آنجلینا (خواهر خواندهٔ سباستین) | مینو غزنوی              |
| ایزابل (مادر سباستین)          | مینو غزنوی شهلا ناظریان |
| دکتر گوئیلام (نامزد آنجلینا)   | محمد عبادی مهدی آژیر    |
| یان (بردار خواندهٔ سباستین)     | مهدی آژیر               |
| لِنا                            | مینو غزنوی              |
| آقای آلبرت (پدر لنا)           | جواد پزشکیان            |
| فرناندو (پیشخدمت منزل آلبرت)   | تورج نصر                |
| ماریا (پیشخدمت منزل آلبرت)     | آذر دانشی               |
| دکتر کارلوس                    | علی‌محمد اشکبوس          |
| مندوزا (تعقیب کنندهٔ بل)        | مهدی آژیر               |
| موناس (تعقیب کنندهٔ بل)         | جواد پزشکیان            |
| گروهبان گارسیا                 | پرویز نارنجی‌ها          |
| سرجوخه مارتین                  | مهدی آژیر               |
| رئیس پلیس                      |                         |
| نقش‌های مهمان                   | مهدی آژیر               |
| نقش‌های مهمان                   | جواد پزشکیان            |
| نقش‌های مهمان                   | مینو غزنوی              |
| نقش‌های مهمان                   | تورج نصر                |
| نقش‌های مهمان                   | ایرج رضایی              |
| نقش‌های مهمان                   | آرشاک قوکاسیان          |
| نقش‌های مهمان                   | ظفر گرایی               |
| نقش‌های مهمان                   | کنعان کیانی             |
| نقش‌های مهمان                   | مهدی آرین‌نژاد           |
| نقش‌های مهمان                   | عباس نباتی              |
| نقش‌های مهمان                   | شهروز ملک‌آرایی          |
| نقش‌های مهمان                   | محمد عبادی              |
| نقش‌های مهمان                   | عباس سعیدی              |
| نقش‌های مهمان                   | مرتضی احمدی             |
| نقش‌های مهمان                   | احمد مندوب هاشمی        |
| نقش‌های مهمان                   | علی‌محمد اشکبوس          |
| نقش‌های مهمان                   | شهلا ناظریان            |
| نقش‌های مهمان                   | فریبا شاهین‌مقدم         |
| نقش‌های مهمان                   | مهوش افشاری             |
| نقش‌های مهمان                   | سیمین سرکوب             |
| نقش‌های مهمان                   | پری هاشمی               |
| نقش‌های مهمان                   | ژاله علو                |
| نقش‌های مهمان                   | مهین بزرگی              |
| نقش‌های مهمان                   | مریم شیرزاد             |
| نقش‌های مهمان                   | نوشابه امیری            |
| نقش‌های مهمان                   | آزیتا یاراحمدی          |
| نقش‌های مهمان                   | مهین برزویی             |
| نقش‌های مهمان                   | عزت‌الله مقبلی           |
|                                | ولی‌الله مومنی           |

## ممنوع شدن پخش این کارتون در تلویزیون ایران
انیمهٔ بل و سباستین بعدها به دلیل آنچه ترویج نگهداری و بازی با سگ خوانده می‌شد، از جدول پخش برنامه‌های کودک تلویزیون کنار گذاشته شد.